# Bandera de l'East Riding de Yorkshire
La bandera de l'East Riding de Yorkshire va ser registrada pel Flag Institute el 18 d'abril de 2013 com el disseny guanyador en votació popular a través d'un concurs organitzat pel mateix institut.
La bandera presenta una rosa blanca en el que seria l'estil de l'East Riding (cap per avall de la rosa de Yorkshire habitual) centrada sobre dues franges verticals, la de l'esquerra de color blau i l'altra de color verd. El blau representa les activitats marítimes, mentre el verd representa a les indústries agrícoles del comtat. El blau sempre es col·local al costat del pal per representar la connexió del Riding amb tot el comtat de Yorkshire, mentre el verd es col·loca a la dreta per representar la seva posició geogràfica, a l'est del comtat.
El disseny de la bandera va ser escollit per vot popular, després de l'organització d'un concurs convocat el 7 de gener de 2013 a través de la BBC Radio Humberside per trobar una bandera per representar a l'East Riding. Un jurat en va seleccionar un total de sis dissenys finals d'entre nombroses propostes perquè tothom pogués votar el seu disseny preferit.

## Colors
El Flag Institute definieix els colors segons el model internacional de color Pantone amb els següents codis:
- Blau 300,
- Crema 617,
- Verd 368/370,
- Groc 109/116
- Blanc